# Giri Mulyo (Marga Sekapung)
Giri Mulyo is een bestuurslaag in het regentschap Lampung Timur van de provincie Lampung, Indonesië. Giri Mulyo telt 7194 inwoners (volkstelling 2010).